# امپراتور گو-نیجو
امپراتور گو-نیجو (به ژاپنی: 後二条天皇 Go-Nijō-tennō)؛ نود و چهارمین امپراتور ژاپن بر اساس نظام سنتی جانشینی پادشاهان ژاپن است. سلطنت وی از ۱۳۰۱ تا ۱۳۰۸ به طول انجامید.